# جایزه دولتی اتحاد شوروی

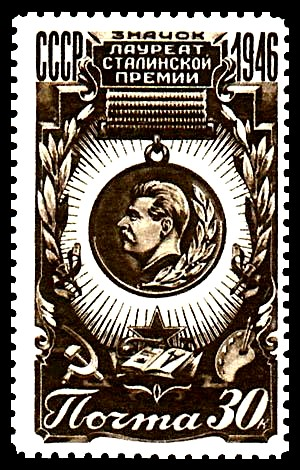
تمبر جایزه دولتی استالین

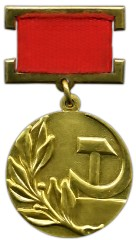
جایزه دولتی اتحاد شوروی

جایزه دولتی اتحاد جماهیر شوروی سوسیالیستی (به روسی: Госуда́рственная пре́мия СССР)، جایزه افتخاری دولتی اتحاد شوروی بود که در ۹ سپتامبر ۱۹۶۶ بنیانگذاری شد و پس از برچیده شدن اتحاد شوروی با جایزه دولتی فدراسیون روسیه جایگزین شد. از سال ۱۹۴۱ تا ۱۹۵۴ این جایزه، جایزه دولتی استالین نامیده می‌شد.
- تروفیم لیسنکو
- ایساک کیکوین (۱۹۴۹، ۱۹۵۱ و ۱۹۵۳)
- یانکا کوپالا
- لیف کنیپر قطعه موسیقی برای سرود سرباز برای ارکستر سمفونیک (۱۹۴۹) و برای یک سرناد برای یک ارکستر زهی (۱۹۴۶)

## علوم و مهندسی - جایزه دولتی استالین

### ۱۹۴۱
- آبراهام آلیخانوف: فیزیک
- میخائیل گورویچ: مهندسی هوانوردی
- الکساندر خینشین
- آندره کولموگروف
- نیکولای نیکولائوچ پولیکارپف: مهندسی هوانوردی
- میخائیل گورویچ
- آرتیوم میکویان
- نیکولای سمیونوف: فیزیک‌شیمی

### ۱۹۴۲
- الکساندر دانیلویچ الکساندروف: ریاضیات
- ایساک کیکوین: فیزیک
- یاکوف زلدوویچ: درجه دوم، فیزیک - برای کار بر روی احتراق و انفجار
- آبرام ایوف

### ۱۹۴۳
- نیکولای نیکولائوچ پولیکارپف: مهندسی هوانوردی
- سرگئی ایوانویچ واویلف: فیزیک

### ۱۹۴۶
- ویکتور هامبارتسومیان: اخترفیزیک
- لو لانداو: فیزیک
- سرگئی ایوانویچ واویلف: فیزیک
- گئورگی فلیرف
- لیا فرانک

### ۱۹۴۷
- مانفرد فون آردن: برای یک میکروسکوپ الکترونی رومیزی
- نیکولای بوگولیوبوف: ریاضیات
- میخائیل گورویچ
- آرتیوم میکویان: مهندسی هوانوردی

### ۱۹۴۸
- آبراهام آلیخانوف:
- میخائیل گورویچ
- آرتیوم میکویان: مهندسی هوانوردی

### ۱۹۴۹
- میخائیل کلاشنیکف
- میخائیل گورویچ
- آرتیوم میکویان: برای طراحی هواپیما
- یاکوف زلدوویچ: درجه یکم، فیزیک - برای کارهای ویژه (به ویژه برای فناوری هسته‌ای)
- گئورگی فلیرف
- نیکولای سمیونوف

### ۱۹۵۰
- ویکتور هامبارتسومیان: اخترفیزیک
- دیمیتری اسکوبلتسین: فیزیک
- کریم کریموف: درجه سوم، برای توسعه دستگاه رادیویی جدید

### ۱۹۵۱
- سرگئی ایوانویچ واویلف: فیزیک
- یاکوف زلدوویچ: درجه یکم، فیزیک - برای کارهای ویژه
- هاینتز بارویش:
- گوستاو هرتز:

### ۱۹۵۲
- آرتیوم میکویان

### ۱۹۵۳
- مانفرد فون آردن: درجه یکم - برای مشارکت در پروژه بمب اتمی شوروی
- نیکولای بوگولیوبوف: فیزیک
- ویتالی لازاریویچ گینزبرگ: درجه یکم، فیزیک
- آبراهام آلیخانوف:
- یاکوف زلدوویچ: درجه یکم، فیزیک - برای کارهای ویژه
- میخائیل گورویچ: مهندسی هوانوردی
- آرتیوم میکویان:
- لو آرتسیموویچ: درجه یکم، فیزیک
- لیا فرانک:

### ۱۹۵۴
- ایگور کورچاتوف: فیزیک

## هنر - جایزه دولتی استالین

### ۱۹۴۱
- هامو بیک-نازاریان، آوت آوتسیان هراچیا نرسیسیان برای فیلم زانگزور محصول ۱۹۳۸
- آلکسیی نیکولایویچ تولستوی: ادبیات، به‌خاطر رمان پطر کبیر
- صمد وورغون: درجه دوم
- میخائیل شولوخف: ادبیات
- دمیتری شوستاکوویچ: قطعه پیانو پنج نفری

### ۱۹۴۲
- صمد وورغون: درجه دوم
- دمیتری شوستاکوویچ: سمفونی شماره. ۷

### ۱۹۴۳
- آلکسیی نیکولایویچ تولستوی: ادبیات، به‌خاطر رمان گذر از رنج‌ها

### ۱۹۴۴
- جوایز این سال در ۱۹۴۶ اعطا شد

### ۱۹۴۵
- جوایز این سال در ۱۹۴۶ اعطا شد

### ۱۹۴۶
- سرگئی آیزنشتاین: سینما، برای ایوان مخوف، بخش یکم
- آوتیک ایساهاکیان
- لیف کنیپر: برای سرناد برای ارکستر زهی
- قارا قارایف:
- آلکساندر فادیف: ادبیات، برای "نگهبان جوان"، (ویرایش اول ۱۹۴۵)
- دمیتری شوستاکوویچ

### ۱۹۴۷
- آندره ویشینسکی: نظریه قرینه‌های قضایی

### ۱۹۴۸
- قارا قارایف

### ۱۹۴۹
- فکرت امیروف: موغام های سمفونیک
- لیف کنیپر: قطعه موسیقی برای سرود سرباز برای ارکستر سمفونیک
- یولیا سولنتسه وا:

### ۱۹۵۰
- سویه‌تسلاف ریختر: نوازنده
- بولبول : اوپرا
- مستیسلاف روستروپوویچ: نوازنده
- دمیتری شوستاکوویچ: آهنگ جنگل‌ها - سقوط برلین برای گروه کر

### ۱۹۵۱
- آرنو باباجانیان: تصنیف حماسی

### ۱۹۵۲
- دمیتری شوستاکوویچ: ده شعر برای گروه کر اپوس ۸۸

## علوم و مهندسی - جایزه دولتی اتحاد شوروی

### ۱۹۸۴
- نیکولای بوگولیوبوف: فیزیک

## هنر - جایزه دولتی اتحاد شوروی

### ۱۹۸۰
- فکرت امیروف